# Салаирское городское поселение
Салаи́рское городско́е поселе́ние — упразднённое муниципальное образование в составе Гурьевского района Кемеровской области. Административный центр — город Салаир.

## История
Салаирское городское поселение образовано 17 декабря 2004 года в соответствии с Законом Кемеровской области № 104-ОЗ.

## Население
| 2009  | 2010  | 2011  | 2012  | 2013  | 2014  | 2015  |
| ----- | ----- | ----- | ----- | ----- | ----- | ----- |
| 8999  | ↘8449 | ↗8477 | ↘8440 | ↘8308 | ↘8171 | ↘8043 |
| 2016  | 2017  | 2018  | 2019  |       |       |       |
| ↘7908 | ↘7768 | ↘7634 | ↘7505 |       |       |       |

## Состав городского поселения
| № | Населённый пункт      | Тип населённого пункта        | Население |
| - | --------------------- | ----------------------------- | --------- |
| 1 | Гавриловка            | посёлок                       | 64        |
| 2 | Салаир                | город, административный центр | ↘6747     |
| 3 | Салаирский Дом Отдыха | посёлок                       | 123       |

## Памятники
Восстановлен памятник Императору Александру II, первоначально открыт  19 января 1894 года у Петропавловского храма, снесён в 1933 году.